# PG 1047+003
PG 1047+003 eller UY Sextantis är en ensam stjärna i den mellersta delen av stjärnbilden Sextanten. Den har en skenbar magnitud av ca 13,47 och kräver ett kraftfullt teleskop för att kunna observeras. Baserat på parallax enligt Gaia Data Release 2 på ca 1,46 mas, beräknas den befinna sig på ett avstånd på ca 2 200 ljusår 690 parsek) från solen. Den rör sig bort från solen med en heliocentrisk radialhastighet på ca 14 km/s.

## Egenskaper
PG 1047+003 är en blå-vit subdvärgstjärna i huvudserien av spektralklass sdO9II: He6 Den har en massa som är ca 0,49 solmassor, en radie på ca 0,17 solradier och utsänder från dess fotosfär energi motsvarande ca 26 gånger solen vid en effektiv temperatur av ca 34 900 K.

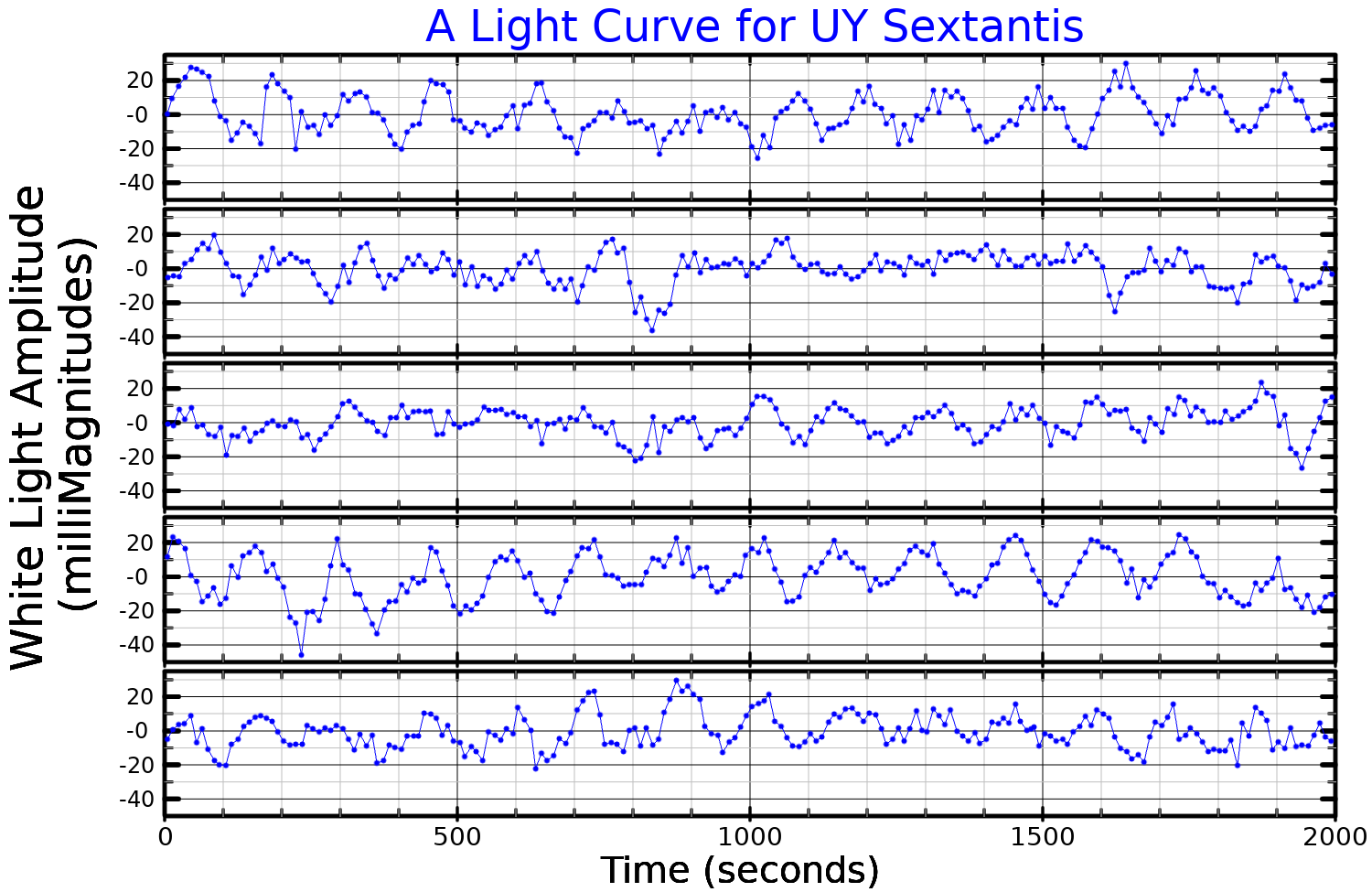
Ljuskurva i vita bandet för UY Sextantis, anpassad från Billeres et al. Alla fem diagrammen bildar en enda 10 000 sekunders ljuskurva, med den översta raden fortsatt på den andra panelen, etc.

PG 1047+003 är en post-AGB blå-vit subdvärgstjärna klassad som variabeltyp V361 Hydrae-klass av pulserande stjärnor, även kallad sdBVr-typ  inom området asteroseismologi. Ingen följeslagare har upptäckts i snäv omloppsbana eller avbildats kring subdvärgstjärnan.